# Trastenik (Pleven)
Trastenik (Bulgaars: Тръстеник) is een kleine stad in het noordwesten van Bulgarije. Zij is gelegen in de gemeente Dolna Mitropolija, oblast Pleven. De stad ligt hemelsbreed ongeveer 17 km ten noordwesten van Pleven en 130 km ten noordoosten van de hoofdstad Sofia. 

## Geschiedenis
Op 22 januari 1959 werd Trastenik uitgeroepen tot stad, daarvoor was het officieel nog een dorp.

## Bevolking
In de eerste volkstelling van 1934 registreerde het toenmalig dorp Trastenik 5.874 inwoners. Dit groeide tot een officiële hoogtepunt van 6.680 inwoners in 1956. Sindsdien neemt het inwonersaantal echter continu af. Op 31 december 2019 telde de stad 3.931 inwoners.
Van de 4.377 inwoners reageerden er 4.167 op de optionele volkstelling van 2011. Van deze 4.167 respondenten identificeerden 3.392 personen zichzelf als etnische Bulgaren (81,4%), gevolgd door 507 Roma (12,2%), 238 Bulgaarse Turken (5,7%) en 30 ondefinieerbare personen (0,7%).
Van de 4.377 inwoners in februari 2011 werden geteld, waren er 659 jonger dan 15 jaar oud (15,1%), gevolgd door 2.725 personen tussen de 15-64 jaar oud (62,3%) en 993 personen van 65 jaar of ouder (22,7%).